# براد موراویس
براد موراویس (به لاتین: Brod Moravice) یک منطقهٔ مسکونی در کرواسی است که در شهرستان پریموری-گورسکی واقع شده‌است. براد موراویس ۶۱٫۷۱ کیلومتر مربع مساحت و ۹۸۵ نفر جمعیت دارد.